# Домнион (викарий)
Домнион (лат. Domnio) — римский политический деятель второй половины IV века.
Домнион происходили из сирийского города Антиохия-на-Оронте. Он получил образование ритора. До 388 года Домнион служил адвокатом фиска. Около 388 года он занимал должность викария Азии. Его дочь была замужем за неким Антиохом. 